# Remmingwerk

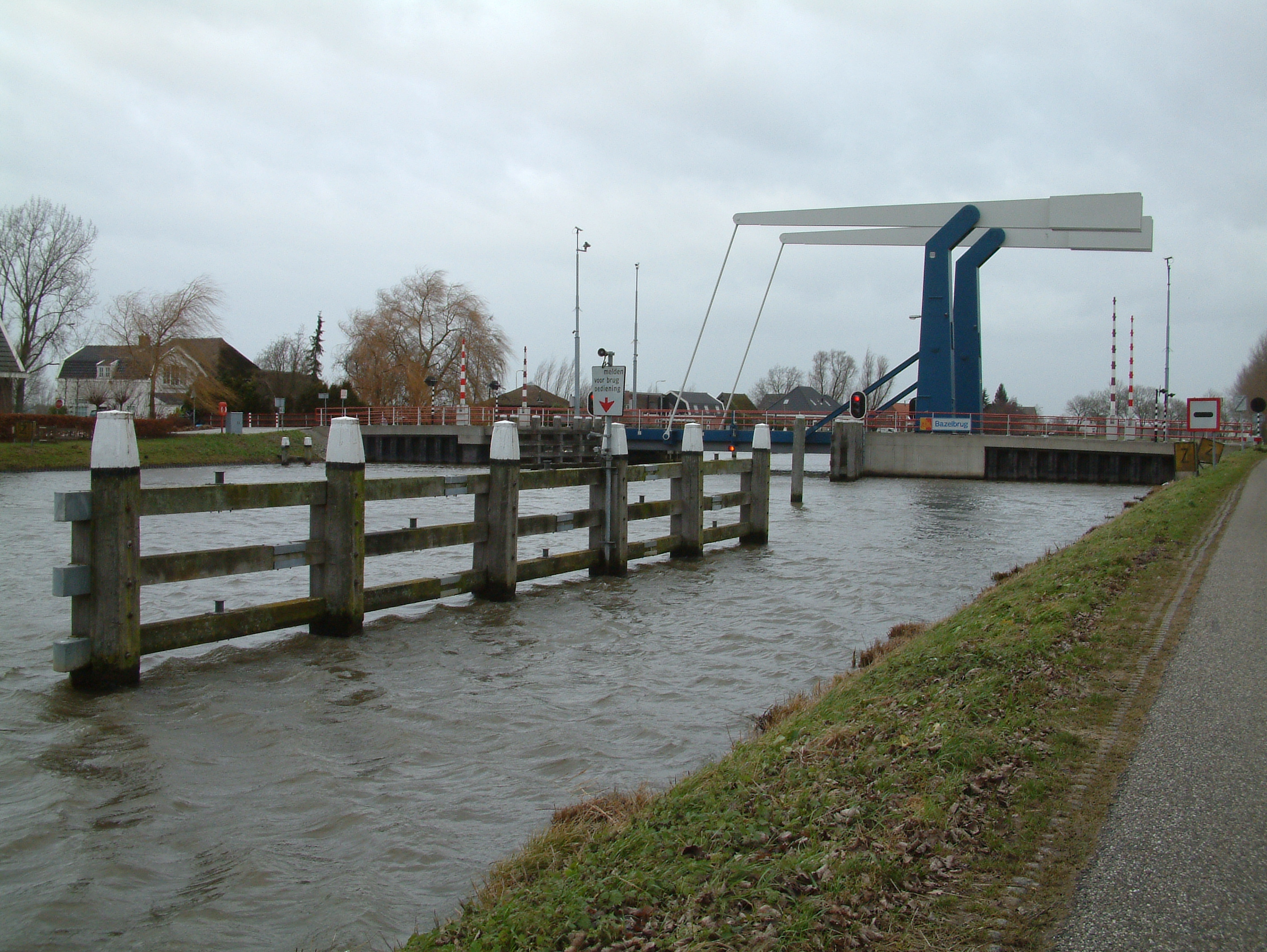
Remming in het Merwedekanaal

Remmingwerk, remmingswerk, remming of geleidewerk is een constructie in een watergang waarmee schepen worden afgeremd als ze een kunstwerk zoals een brug of sluis naderen en dreigen er tegen aan te varen in plaats van er doorheen en ook waar een schip de gelegenheid krijgt om aan te meren om te wachten wanneer de brug of sluis is gesloten.
Vroeger was de remming alleen van hout, tegenwoordig is het vaak een staalconstructie die met hardhout of gerecyclede kunststof is bekleed. Een stalen schip beschadigt z'n verf minder als het een houten constructie schampt. Bovendien is de kans op vonkvorming kleiner, wat voor tankers van belang is.
Er zijn vaak dukdalven opgenomen in de bescherming van het kunstwerk. Die komen dan los voor het geleidewerk te staan. Een schip, dat met de boeg op de remming ligt, kan dan ook verder naar achteren op een dukdalf vastmaken.

## Spelling
Volgens het Groene Boekje, de Woordenlijst der Nederlandse Taal, is zowel de spelling remmingswerk als remmingwerk toegestaan. Het woord is in de Nederlandse kranten uit de periode 1900-2000 ruim 5000 keer vermeld, waarvan 46% in de spelling zonder tussen-s en het is in vakbladen zoals De Ingenieur of Schuttevaer in deze periode 523 keer vermeld, waarvan in 74% van de gevallen zonder tussen-s.